# Makernispitze
Makernispitze är ett berg i Österrike.   Det ligger i distriktet Spittal an der Drau och förbundslandet Kärnten, i den centrala delen av landet, 290 km sydväst om huvudstaden Wien. Toppen på Makernispitze är 2 378 meter över havet.
Terrängen runt Makernispitze är bergig söderut, men norrut är den kuperad. Närmaste större samhälle är Bad Gastein, 19,4 km nordost om Makernispitze. 
Trakten runt Makernispitze består i huvudsak av gräsmarker. Runt Makernispitze är det ganska glesbefolkat, med 29 invånare per kvadratkilometer.